# 菲爾·柯林斯 (政治人物)
菲利普·安德魯·柯林斯（1967年3月8日—），是一名美國政治人物，於2020年美國總統選舉代表禁酒黨競逐總統職務；他也積極參與伊利諾伊州和內華達州的地方政治。

## 早年生活
1967年3月8日，菲爾·柯林斯在父親駐守的加州海軍建設營中心惠內姆港出生；1985年於西洛阿姆斯普林斯中學畢業，並於阿肯色大学取得政治學文學士，隨後在美國海軍服役，擔任是醫院軍官。